# 1972年夏季残疾人奥林匹克运动会匈牙利代表团
1972年夏季残疾人奥林匹克运动会匈牙利代表团是匈牙利派出的1972年夏季残疾人奥林匹克运动会代表团。获得1枚铜牌。